# Fly 7 Executive Aviation
Fly 7 Executive Aviation SA ist eine Businesschartergesellschaft mit Sitz und Basis am Flugplatz Lausanne-La Blécherette, Schweiz. Die Gesellschaft bietet neben Charterflügen auch Frachtflüge, Flugtraining, Krankentransporte, fraktional Ownership (Miteigentum an Flugzeugen), Flugzeugmanagement Wartung und Flugzeugvermittlung (Brokerage) an.
Die Luxemburger Businesschartergesellschaft Jetfly Aviation übernahm im Jahr 2019 Fly 7. Hendell Aviation in Finnland wurde übernommen und in Fly 7 Finnland OY umbenannt.

## Basen
Die Flugzeuge sind auf folgenden Basen stationiert:
| Schweiz                                                                             | Frankreich | England                      | Luxemburg             | Deutschland             | Österreich                                              |
| ----------------------------------------------------------------------------------- | --- | ---------------------------- | --------------------- | ----------------------- | ------------------------------------------------------- |
| - Flugplatz Lausanne-La Blécherette - Flugplatz Gstaad-Saanen - Flughafen Bern-Belp | - Flughafen Annecy - Flughafen St. Tropez/La Môle - Flugplatz Laval-Entrammes - Flughafen Clermont-Ferrand Auvergne - Flughafen Orléans Loire-Valley - Flughafen Dijon-Bourgogne - Flughafen Annemasse - Flugplatz Cannes-Mandelieu | - London Biggin Hill Airport | - Flughafen Luxemburg | - Flugplatz Zweibrücken | - Flugplatz Wiener Neustadt/Ost - Flugplatz Zell am See |

## Flotte
Die Flotte besteht mit Stand  März 2023 aus 24 Flugzeugen:
| Flugzeugtyp   | aktiv | bestellt | Anmerkungen                               | Sitzplätze |
| ------------- | ----- | -------- | ----------------------------------------- | ---------- |
| Pilatus PC-12 | 20    |          | ein Ambulanzflugzeug am Standort Lausanne | 6–8        |
| Pilatus PC-12 | 02    |          | Standort Zweibrücken                      | Fracht     |
| Pilatus PC-24 | 02    |          |                                           | 6–8        |
| Gesamt        | 24    |          |                                           |            |

Fly 7 Executive besitzt die zweitgrößte Flotte an Pilatus-Flugzeugen in Europa (hinter ihrer Muttergesellschaft Jetfly Aviation).